# Арушанян, Шмавон Минасович
Шмавон Минасович Арушанян (2 января 1903 года, с. Минкенди, Елизаветпольская губерния — январь 1982 года, Ереван, Армянская ССР, СССР) — советский государственный деятель, Председатель Президиума Верховного Совета Армянской ССР, заместитель Председателя Президиума Верховного Совета СССР.
Член КПСС с 1926.

## Биография
Родился в селе Минкенди бывшего Зангезурского уезда Елизаветпольской губернии в семье крестьянина.
- 1921—1926 гг. — на комсомольской работе в Армении.
- 1926—1928 гг. — слушатель Партийной школы при ЦК КП(б) Армении.
- 1928—1929 гг. — на комсомольской работе в Армении.
- 1929—1934 гг. — на партийной работе (Армянская ССР).
- 1934—1935 гг. — учёба в Коммунистическом университете имени Я. М. Свердлова.
- До ноября 1937 г. — первый секретарь Азизбековского РК КП(б) Армении.
- Ноябрь 1937 г. — февраль 1938 г. — народный комиссар земледелия Армянской ССР.
- Февраль—июль 1938 г. — секретарь Партийной коллегии Комиссии партийного контроля при ЦК ВКП(б) по Армянской ССР.
- Июль 1938 г. — ноябрь 1939 г. — второй секретарь Ереванского горкома КП(б) Армении.
- Ноябрь 1939 г. — ноябрь 1946 г. — первый секретарь Ленинаканского горкома КП(б) Армении.
- 04.11.1946 — 25.10.1947 — секретарь ЦК КП(б) Армении по кадрам.
- Октябрь 1947 г. — апрель 1949 г. — слушатель Высшей партийной школы при ЦК ВКП(б).
- Апрель 1949 г. — 1950 г. — начальник Главного дорожного управления при СМ Армянской ССР.
- 1950 г. — 18.08.1953 — министр автомобильного транспорта Армянской ССР.
- 18.08.1953 — министр дорожного и транспортного хозяйства (автомобильного транспорта и шоссейных дорог) Армянской ССР.
- Декабрь 1953 г. — апрель 1954 г. — первый секретарь Ереванского горкома КП Армении.
- 01.04.1954 — 03.04.1963 — Председатель Президиума Верховного Совета Армянской ССР.

На XX съезде КПСС избран членом Центральной ревизионной комиссии.
Депутат Верховного Совета СССР (1, 2, 4, 5-го созывов).

## Награды
- Два ордена Ленина (08.02.1944, 08.01.1963).
- Орден Отечественной войны I степени (24.11.1945).
- Орден Трудового Красного Знамени (23.11.1940).
- Орден «Знак Почёта» (25.08.1971)[2]
- Медаль «За трудовую доблесть» (25.12.1959).

## Комментарии
1. ↑  ныне село Минкенд Лачинского района Азербайджана